# Les Yeux d'Heisenberg
Les Yeux d'Heisenberg (titre original : The Eyes of Heisenberg) est un roman de science-fiction de Frank Herbert publié en 1966. En France, le roman a été publié pour la première fois en 1979 dans la collection Le Masque Science-fiction des éditions Librairie des Champs-Élysées. Il sera publié une seconde fois dans la collection Pocket Science-fiction par l'éditeur Pocket.

## Résumé
Lizbeth et Harvey Durant, des Humains Ordinaires appartenant à la "masse", ont reçu l'autorisation de concevoir un enfant. Le docteur Thei Svengaard est chargé du "modelage" de l'embryon, avec l'aide de Vyaslaw Potter, un spécialiste des cas délicats. Max Allgood (chef de la sécurité des Optimhommes) veille car la situation est particulière : les Durant sont, à juste titre, soupçonnés d'appartenir à la Résistance, qui s'oppose à la toute-puissance des Optimhommes, lesquels dominent la société depuis des dizaines de millénaires et lui imposent à la fois un régime totalitaire et une sorte d'immobilisme forcé (car, pour des raisons de survie, ils doivent se garder de toute émotion). Leur modelage particulier leur confère en effet une durée de vie extrêmement longue — ils se pensent immortels —, grâce à des ajustements enzymatiques très précis, qu'ils continuent à subir tout au long de leur existence. Pour l'heure, la "Tuyère", l'organisme qui dirige le monde, est contrôlé par trois Optimhommes, Calipine, Shruille et Nourse (les autres "immortels" ayant voté pour eux).
Au cours du modelage, l'embryon est à deux doigts d'être perdu, mais le travail de Svengaard permet de le maintenir en vie, tandis qu'une étrange et incompréhensible intervention extérieure, perçue uniquement par Svengaard et une infirmière, vient perturber l'opération. Le cas inquiète les Optimhommes qui surveillent de près l'embryon, lequel possède à leurs yeux un grand potentiel : ce sera peut-être un nouvel Optimhomme. Malgré toutes leurs précautions, cet embryon est remplacé par un autre, de moindre qualité, et les parents parviennent à prendre la fuite avec l'aide des Cyborgs Boumour et Glisson, ennemis des Optimhommes dont ils contestent l'hégémonie. Indépendamment, Svengaard et Potter sont eux aussi aidés par le réseau des Cyborgs. L'embryon volé est implanté dans l'utérus de Lizbeth par Svengaard (ce mode de conception "naturel" paraît du reste tout à fait extraordinaire aux protagonistes). Ledit Svengaard rejoint alors, de facto, le camp de la Résistance.
Perdant le contrôle de la situation, les Optimhommes prennent une décision exceptionnelle : ils éradiquent en répandant un gaz mortel la totalité des Ordinaires "stéris" (c'est-à-dire chimiquement contraints à la stérilité) de la mégalopole de Seatac, où se déroule l'action. Les fugitifs sont également capturés mais, conformément au plan des Cyborgs, ces événements ont gravement perturbé l'équilibre enzymatique des Optimhommes, au point de provoquer leur décrépitude subite et accélérée. Beaucoup d'Optimhommes meurent alors ; d'autres, tout aussi nombreux, sont en passe de décéder. Ces derniers ne sont sauvés que par l'aide que Svengaard fournit à la Tuyère, contre l'avis des Cyborgs. Le médecin conclut un marché avec les Optimhommes, alors que ces derniers menaçaient de tuer tous les Ordinaires et Cyborgs : il leur propose de prolonger la vie de tous — Ordinaires, Optimhommes et Cyborgs — de plusieurs millénaires, grâce à une nouvelle technique, l'implantation (aussi bien chez les sujets hommes que femmes) d'un embryon au développement indéfiniment retardé. Ainsi, l'équilibre est rétabli entre les Optimhommes et les Ordinaires, ce qui contrarie le plan des Cyborgs, dont le but était de supplanter les Optimhommes en utilisant les Humains (et dont le comportement, en fin de récit, laisse présager des complications futures). Quant à l'intervention extérieure, remarquée au moment du modelage de l'embryon, elle est expliquée vers la fin du roman par l'une des ex-immortelles, Calipine : "Nous avions brisé le rythme de la vie [...]. Toute vie possède son rythme propre, mais nous n'avons pas su le suivre. C'était là, je suppose, l'interférence extérieure : le rythme qui se rétablissait de lui-même."